# Choi Hyo-jin
Choi Hyo-jin (hangul: 최효진), född 18 augusti 1983 i Seoul, är en sydkoreansk fotbollsspelare. Han spelar för Jeonnam Dragons i K League Classic. Tidigare spelade han för Incheon United, Pohang Steelers, FC Seoul, Sangju Sangmu och för Sydkoreas landslag.